# Гулак-Артемовський Семен Степанович
Семе́н Степа́нович Гула́к-Артемо́вський (4 (16) лютого 1813, Городище — 5 (17) квітня 1873, Москва) — український композитор, співак, баритон (бас-баритон), драматичний артист, драматург, небіж письменника П. П. Гулака-Артемовського, автор однієї з перших опер на україномовне лібрето — опери «Запорожець за Дунаєм».

## Життєпис
Народився на хуторі Гулаківщина неподалік від міста Городище Черкаського повіту, в родині священника місцевої Покровської церкви Степана Петровича Гулака-Артемовського та його дружини Варвари Арсенівни, доньки акцизного урядовця. Гулаки та Гулаки-Артемовські вважалися прямими нащадками генерального обозного Війська Запорозького, наказного полковника Івана Гулака (1629—1682). Але на той час практично всі чоловіки з роду ставали священниками. Винятком був рідний дядько Семена — Петро Петрович Гулак-Артемовський, байкар, професор словесного факультету Харківського університету.
Вступив до Київського повітового духовного училища, але богослов'я не викликало в нього особливого зацікавлення. Натомість захопився музикою Дмитра Бортнянського та Артемія Веделя. На чудовий голос хлопця звернув увагу митрополит Євгеній (Болховітінов) і запросив Семена співати в митрополичому хорі Софійського собору. А в 1830 р., коли після смерті батька Семена відрахували з училища, митрополит Євгеній прилаштував юнака у хор Михайлівського Золотоверхого монастиря, де той скоро став провідним солістом.
У квітні 1838 р. до Києва приїхав Михайло Глінка, капельмейстер придворного хору в Петербурзі, який мав на меті знайти для хору 18–20 хлопчиків із гарними голосами. Глінка звернув увагу на талант Гулака-Артемовського та запросив його до Петербурга. Захоплений талантом Гулака-Артемовського, Глінка написав для нього дві пісні — «Не щебечи соловейку» та «Гуде вітер вельми в полі» на вірші Віктора Забіли. Оскільки Семен як духовна особа не міг перебувати на цивільній службі, Глінці довелося звертатися до Синоду православної церкви з проханням позбавити його підопічного духовного сану.
Глінка спочатку сам давав Семену уроки співу, але для вдосконалення майстерності потрібно було навчання за кордоном, а це вимагало коштів. У 1839 р. Глінка разом із композитором Олександром Даргомижським та меценатом Петром Волконським організували перший публічний концерт Гулака-Артемовського, на який запросили усю знать Петербурга. Присутній на концерті власник уральських заводів, меценат Павло Демидов погодився фінансувати подорож до Європи для завершення музичної освіти.
Гулак-Артемовський навчався у найкращих педагогів у Франції та Італії: Джуліо Аларі, Джузеппе Мартоліні, Феліче Романі. Після двох років навчання в Італії, у 1841 р. отримав ангажемент у Флорентійський оперний театр, де прослужив один сезон. У травні 1842 р. йому прийшло офіційне запрошення від дирекції імператорських театрів вступити до петербурзької російської оперної трупи. Гулаку-Артемовському обіцяли 600 карбованців сріблом на рік — менше, ніж платили звичайному хористу капели.

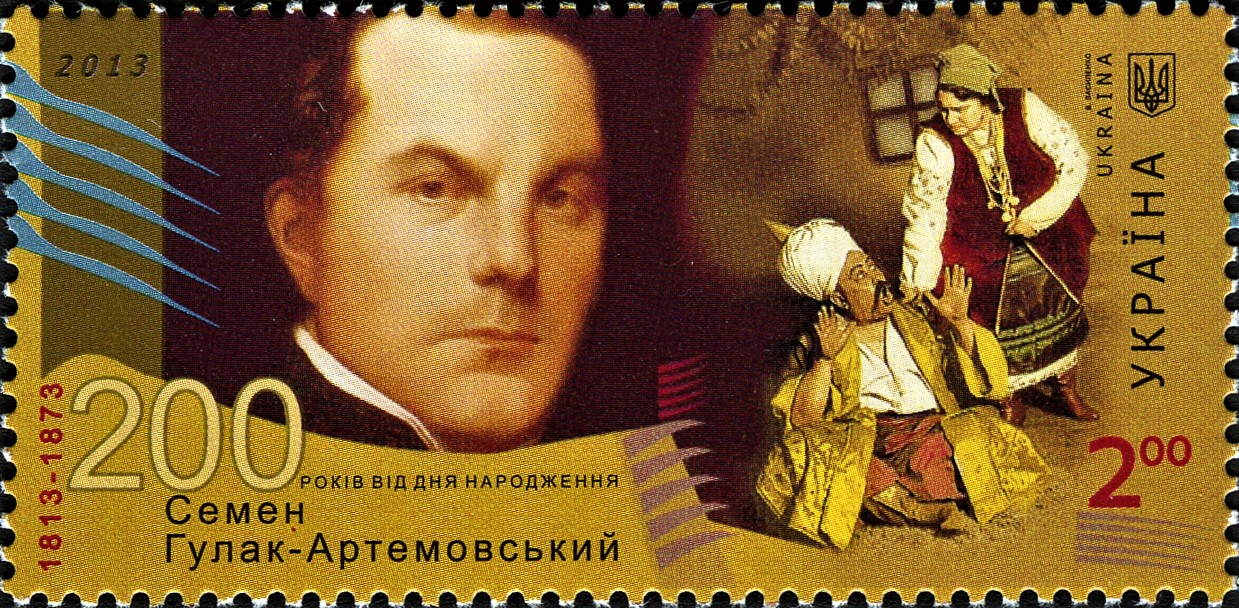
Поштова марка України, 2013 рік

У 1842 Гулак-Артемовський повертається до Петербурга. На російській сцені він дебютував у липні 1842-го партією лорда Генріха Астона в опері Доніцетті «Лючія ді Ламмермур». Але справжнім творчим проривом стала партія Руслана в опері Глінки «Руслан і Людмила».
Восени 1848 р. Гулак-Артемовський одружився з донькою декоратора московських театрів і балерини Олександрою Івановою. У них народилося дві доньки й син, однак усі вони померли малими. Тож прямих нащадків у співака не залишилося.
Протягом 22 років, до 1864 року є солістом російської імператорської опери в Петербурзі, а в 1864—1865 — Великого театру в Москві. Виконав близько 50 головних партій у провідних операх.
Коли голос почав втрачати силу, взявся за написання опер. Його перу належать вистави «Картина степового життя циган», «Українське весілля», «Ніч напередодні Іванова дня», основою яких була українська музична традиція. Широку популярність Гулаку-Артемовському, як композиторові, принесла опера «Запорожець за Дунаєм», датована 1862 роком, яка стала українською музичною класикою. Сюжет для лібрето  — історію козаків, які після розгрому Катериною II Запорізької Січі опинилися на землях Османської імперії — Гулаку-Артемовському підказав друг, історик Микола Костомаров. Прем'єра опери відбулася 14 квітня 1863 року на сцені Маріїнського театру. Опера мала неймовірний успіх — протягом сезону її ставили 13 разів. Гулак-Артемовський був не лише її першим постановником, а й виконавцем партії Карася. Та після тріумфального сезону оперу зняли з репертуару — для імперського театру вона виявилася занадто українською. Через рік, 6 жовтня 1864 р., вистава пройшла у Великому театрі Москви.

Меморіальна дошка на будинку по Набережно-Хрещатицькій вулиці, 27, в якому мешкав Семен Гулак-Артемовський у 1824—1830 роках (бронза, барельєф; скульптор Г. Н. Кальченко, архітектор А. Ф. Ігнащенко)

Царська цензура після Емського указу забороняла постановку опери на сцені впродовж 20 років. 11 червня 1884 року оперу знову було поставлено Марком Кропивницьким в трупі Михайла Старицького за участі Марії Заньковецької та Марії Садовської-Барілотті.
Окреме місце у творчій спадщині Гулака-Артемовського посідають українські пісні, зокрема «Стоїть явір над водою» (присвячена Тарасу Шевченкові, з яким автор товаришував з 1838 року), «Спать мені не хочеться», «Ой на горі та й женці жнуть» — рапсодія зі збірки із семи пісень під загальною назвою «Українська свадьба». В Україні Гулак-Артемовський побував у 1843 році з метою добору співаків та у 1850 році, коли гастролював з італійською оперною трупою.
Крім музики мав талант до малювання: створював декорації до вистав, робив художні мініатюри, зокрема на слоновій кістці. Захоплювався статистикою, уклав «Статистично-географічні таблиці міст Російської імперії» (1854), розробив проєкт петербурзького водогону.
Під кінець життя оселився з дружиною в невеликому будинку Кудринської Христорождественської церкви. Займався знахарством та іншою лікувальною практикою, приймав щодня до 40 осіб. За свої послуги не брав грошей, казав, що вимагати плату за свій дар  – це гріх.
Помер від запалення легенів 17 квітня 1873 року в Москві, похований на Ваганьківському кладовищі.

## Пам'ять
|                                                       |  |  |
| Ювілейна монета НБУ присвячена Гулакові-Артемовському |  |  |

15 лютого 2013 року Національний банк України випустив срібну ювілейну монету, присвячену 200-річчю від дня народження Семена Гулака-Артемовського.
У лютому 2013 року з нагоди святкування 200-ї річниці від дня народження С. С. Гулака-Артемовського, Городищенському ЗЗСО № 1 було присвоєно його ім'я.
В місті Городище, що на Черкащині, знаходиться музей С. С. Гулака-Артемовського. Його ім'ям названі вулиця, Палац культури та дитяча школа мистецтв.
Вулиця Гулака-Артемовського у містах України.